# Endolinfa
A endolinfa é o fluido contido no labirinto membranoso da orelha interna. Também é conhecido como "fluido de Scarpa", devido a Antonio Scarpa.

## Estrutura
A orelha interna possui duas partes: o labirinto ósseo e o labirinto membranoso. O labirinto membranoso está no labirinto ósseo e contém um fluido chamado de endolinfa. Entre a camada externa do membranoso e a parede do ósseo localiza-se a perilinfa.

### Composição
A perilinfa e a endolinfa possuem ambas as concentrações únicas de íons que participam do controle dos impulsos eletroquímicos de células ciliadas. O potencial elétrico da endolinfa é ~80-90 mV mais positivo que a perilinfa, devido a uma maior razão K/Na.
O componente principal desse fluido é o potássio (K), sendo secretado da stria vascularis. O alto conteúdo de potássio da endolinfa significa que ele (e não o sódio) é utilizado para a corrente elétrica despolarizante que ativa células ciliadas em resposta a estímulos mecânicos. Isso é conhecido como "corrente de transdução, transdução mecanoelétrica" (MET).
A endolinfa tem um potencial de 80–120 mV. Como as células ciliadas possuem um potencial negativo de aproximadamente -50 mV a diferença de potencial entre endolinfa e células ciliadas é da ordem de 150mV, uma das maiores do corpo.

## Função
Ondas fluidas na endolinfa ocorrem em diversas partes do labirinto membranoso em resposta a ondas de fluido na perilinfa.
- Audição (duto coclear): ondas no fluido da endolinfa do duto coclear estimulam as células receptoras, que transduzem seus movimentos em impulsos que o cérebro percebe como som.[3][1]
- Balanço (canais semicirculares): a aceleração angular da endolinfa nos canais semicirculares estimula os receptores vestibulares. Os canais semicirculares de ambas orelhas internas agem juntos para coordenar o equilíbrio.[3][4]

## Importância clínica
Problemas com a endolinfa devido a movimentos bruscos (como girar em torno de si ou dirigir com um veículo sacolejante) podem gerar cinetose. Uma condição na qual o volume de endolinfa é muito acima do normal é chamado hidropsia endolinfática sendo ligada com hidropsia coclear.

## Diagnóstico
A endolinfa e a perilinfa são compostos do organismo e, portanto, estão sujeitos a alterações biológicas, podendo ser celulares, na microbiota ou de outras matrizes. O ouvido interno possui sua imunidade e mantém o equilíbrio dos seus componentes. Quando um antígeno é introduzido na orelha interna de animais previamente sensibilizados, observa-se resposta imune caracterizada por infiltração celular, reação inflamatória, dano coclear, aumento de anticorpos (AC) na perilinfa e elevação da produção de ACs locais. A reação provocada é mais intensa por via endolinfática que pelo ouvido médio, simulando a via peritoneal. O saco endolinfático está intimamente envolvido com o processo, pois sua destruição ou obliteração experimental reduz de maneira significativa a resposta antigênica, bem como o dano coclear.
A resposta imune da orelha interna é fundamental na proteção contra a infecção; no entanto, o processo inflamatório associado pode produzir danos ao delicado tecido coclear. Além disto, existem evidências de que o próprio tecido da cóclea pode ser alvo de reação autoimune.
A principal imunoglobulina encontrada no espaço perilinfático é a IgG, seguida da IgM e IgA, que aparece três semanas após o início do processo inflamatório 18. No primeiro estágio, aparecem os macrófagos, seguidos pela linhagem T-helper. Após três semanas, surgem as células T-supressoras, sendo os principais elementos encontrados nos processos crônicos da orelha interna.
Os principais achados histopatológicos são: degeneração do gânglio espiral, atrofia do órgão de Corti, degeneração da estria vascular, dilatação da escala média, precipitação e atrofia do ducto endolinfático, presença de macrófagos e precipitados na endolinfa, além de infiltrado perivascular. A análise microscópica citológica da endolinfa e perilinfa indica modificações nos achados celulares presentes na amostra.
A pesquisa do Anticorpo anti-proteína 68KD é, atualmente, o teste mais específico na otoimunidade, embora raramente realizada em razão de seu custo elevado e acesso difícil. São feitos então alguns testes alternativos para diagnóstico de patologias no ouvido interno, sendo eles: hemograma, VHS, fator reumatoide, mucoproteínas, FAN, ICC circulantes, complemento total e frações e Anticorpo anti-colágeno tipo II. Embora seja preconizada a realização dos testes mencionados, muitas vezes ficamos sem diagnóstico definitivo, pois os níveis séricos indicados para positivar os exames são raramente atingidos no caso de processo localizado e limitado, como o saco endolinfático.
Outros diagnósticos são realizados a partir da análise do ouvido médio e da endolinfa e perilinfa.  O diagnóstico é baseado na anamnese, exame clínico mediante otoscopia, citologia auricular, cultura e antibiograma, biopsia e radiografia.
A cultura de crescimento bacteriano e fúngico é uma análise rápida e eficiente para diagnosticar a presença de infecção nos líquidos do ouvido interno. No método para a análise microbiológica realizado por Grellet et al foi coletada amostra da perilinfa para teste de suscetibilidade a antibióticos. Pelo método da difusão em agar, foram determinadas as concentrações do sulfato de estreptomicina e do complexo tricloridrato de estreptomicína-cloreto de cálcio no sangue e na perilinfa de cobaias (Gania coba-ya, Lin. 1766), após administração de dose única ou sucessivas desses produtos. As concentrações do antibiótico nos materiais examinados foram determinadas aferindo-se os halos de inibição produzidos por quantidades determinadas de soro e de perilinfa em placas de agar com aquelas produzidas no mesmo meio de cultura por concentrações conhecidas (curvas-padrão) preliminarmente estabelecidas. Para cada uma das drogas ensaiadas, estabelecemos sete grupos de seis animais.

## Imagens adicionais

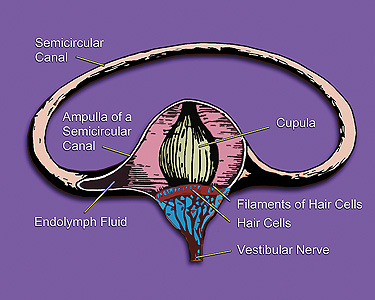
Ilustração da orelha interna, que mostra o canal semicircular, as células ciliadas, a ampola, a cúpula, o nervo vestibular e fluido.